# Fudžiwara

Emblém rodu

Fudžiwara byl rod japonské šlechty, který se k moci dostal v období Heian a postupně se propracoval až k dominantnímu postavení. Původ odvozovali od Kamatariho Nakatomiho (614–669), který sloužil císaři Tendžimu. Ten mu krátce před smrtí udělil jméno Fudžiwara. Povinností rodu Fudžiwara bylo provádění rituálů na císařském dvoře. Postavení rodu dále upevnil Katamariho syn Fuhito Fudžiwara (659–720).
Kromě rituálních povinností náboženského charakteru se členové klanu Fudžiwara uplatňovali i v zákonodárství. Svoji moc budovali rozšiřováním majetků a půdy po celém tehdejším Japonsku a manželskými svazky s císařským rodem. Složité příbuzenské vztahy s císařskou rodinou jim umožňovaly přístup k nejvýznamnějším funkcím při dvoře. Rod v pozdějším období získal téměř neomezenou moc a kontroloval dvorní a státní záležitosti z pozice regentů císaře. Tento post obsazovali dědičně. Navzdory obrovské moci se o získání císařského trůnu nikdy nepokusili. Vrcholem jejich moci bylo období 10. a 1. poloviny 11. století, kdy vládli Mičinaga Fudžiwara (966–1028) a jeho syn Jorimiči Fudžiwara (990–1074).

## Rozdělení a trvalý vliv
Během 13. století byl Fudžiwara Hokke rozdělen do pěti regentských rodů: Konoe, Takacukasa, Kudžó, Nidžó a Ičidžó.
Měly „monopol“ na kanceláře sesšó a kampaku a sloužili střídavě. Politická moc se přesunula od dvorské šlechty v Kjótu k nové válečnické třídě na venkově. Členové klanu Fudžiwara však zůstali blízkými rádci, vladaři a ministry císařů po celá staletí; rodina si udržela politickou pověst a vliv dokonce až do 20. století (příkladem jsou Fumimaro Konoe a Morihiro Hosokawa, kteří se stali předsedy vlády). Jako takoví měli určitou politickou moc a velký vliv, protože soupeřící válečníci a později bakufu často vyhledávali jejich spojenectví. Nobunaga Oda a jeho sestra Oiči tvrdili, že pocházejí z klanů Taira a Fudžiwara; regent Hidejoši Tojotomi a šógun Iejasu Tokugawa byli sňatkem příbuzní s různými rodinami z klanu Fudžiwara. Císařovna Šóken, manželka císaře Meidžiho, byla potomkem klanu Fudžiwara.
Až do svatby korunního prince Hirohita (císař Šówa) s princeznou Nagako z Kuni (posmrtně císařovna Kódžun) v lednu 1924 hlavní choť císařů a korunních princů často pocházela z jednoho z pěti regentských rodů klanu Fudžiwara. Císařské princezny byly často provdávány za muže z klanu Fudžiwara – přinejmenším po celé tisíciletí. Teprve nedávno se třetí dcera císaře Šówy, bývalá princezna Kazuko a starší dcera prince Mikasy, bývalá princezna Jasuko, provdaly do rodin Takacukasa a Konoe. Podobně dcera posledního šóguna se provdala za bratrance císaře Šówy z druhého kolene.